# 테리 브래드쇼

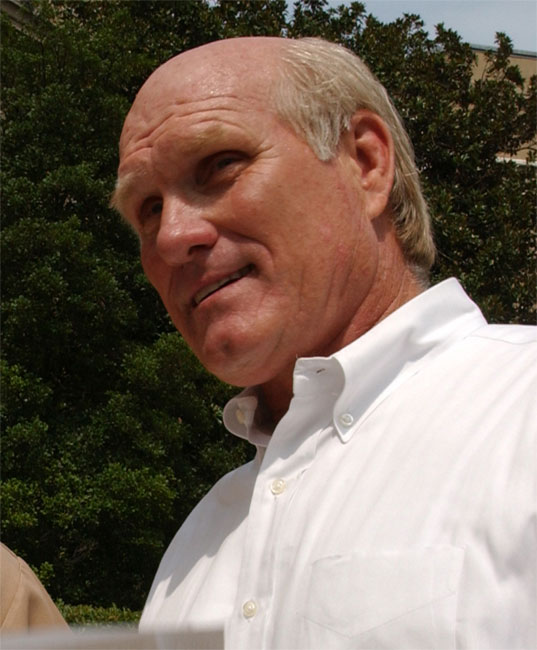
테리 브래드쇼

테리 팩스턴 브래드쇼(Terry Paxton Bradshaw, 1948년 9월 2일 ~ )는 미국의 전직 미식축구 선수이자 현 해설가로 현재 폭스 스포츠 분석가 겸 NFL 해설위원으로 활동 중이며 1970년부터 1983년까지 14 시즌 NFL 피츠버그 스틸러스에서 쿼터백으로 활약했다. 현역 시절 슈퍼볼 4회 우승, 제13회 슈퍼볼, 제14회 슈퍼볼에서 MVP에 선정됐으며 1989년 프로 풋볼 명예의 전당에 입성했다.